# Bernhard Schmidt
Bernhard Voldemar Schmidt (30. březen 1879, Naissaar – 1. prosinec 1935, Hamburk) byl estonsko-německý optik. V roce 1931 vynalezl teleskop, který nese jeho jméno, a který je široce využíván při fotografování velké části oblohy, pro jeho velké zorné pole a jemné rozlišení obrazu.

## Život
Bernhard Schmidt se narodil na ostrově Naissaar na území dnešního Estonska (tehdy Ruská říše) v rodině baltských Němců. Do roku 1898 pracoval jako telegrafista, fotograf a designér. V roce 1901 odešel z Estonska do Německa, kde začal studovat na inženýrské škole v Mittweidě. V tomto městě působil až do roku 1926, zřídil si zde malou dílnu na výrobu optických přístrojů a také soukromou hvězdárnu. V této době vytvořil svá prvá parabolická zrcadla a šestnáctipalcový teleskop.
V roce 1926 Schmidt odjel do Hamburku, kde pracoval na observatoři Bergedorf. Tři roky poté vynalezl nový systém pro zrcadlové dalekohledy, Schmidtův teleskop. Problém deformací obrazu, zejména tzv. sférické aberace, astigmatismus a tzv. kóma, se řešil u zrcadlových dalekohledů omezením zorného pole. Schmidt použil nejjednodušší sférické (kulové) zrcadlo a nesférickou korekční desku (či čočku), umístěnou do středu zakřivení zrcadla. Schmidtův dalekohled tak může mít velmi široké zorné pole a hodí se zvlášť pro přehledové dalekohledy, hledače komet apod. Většina dalekohledů na oběžné dráze kolem Země užívá některou z verzí Schmidtova dalekohledu.
Pohřben je na hřbitově Bergedorf poblíž hamburské observatoře.

### Ocenění
Bernhard Schmidt je hlavním hrdinou románu Vastutuulelaev (česky přibližně plavba proti větru) estonského spisovatele Jaana Krosse (1920–2007) vydaného v roce 1987.
Po Schmidtovi je pojmenován asteroid (1743) Schmidt a měsíční kráter Schmidt (ten je pojmenován současně po sovětském vědci Otto Šmidtovi a německém astronomovi J. F. J. Schmidtovi).